# Diane Setterfield
Diane Setterfield (Reading, 22 agosto 1964) è una scrittrice britannica.

## Biografia
Diane Setterfield è nata a Reading, ma è cresciuta a Theale, nel sud dell'Inghilterra. Dopo aver frequentato la Theale Green School e la Bristol University, dove ha studiato Letteratura francese, ha insegnato in varie università dell'Inghilterra e della Francia, dove ha vissuto per parecchi anni.
Le sue prime pubblicazioni trattano della Letteratura francese del diciannovesimo e ventesimo secolo, in particolar modo di André Gide. Alla fine degli anni novanta abbandona l'insegnamento a causa della politica dell'università. 
È sposata con Peter Whittall, un ragioniere, vive a Harrogate, North Yorkshire, con il marito e quattro gatti.

## Opere
- La tredicesima storia (The Thirteenth Tale, 2006), Milano, Mondadori, 2007 traduzione di Giovanna Granato ISBN 978-88-04-56768-4
- Le nere ali del tempo (Bellman & Black, 2013), Milano, Mondadori, 2014 traduzione di Giovanna Granato ISBN 978-88-04-63158-3.
- C'era una volta un fiume (Once Upon a River, 2018), Milano, Mondadori, 2019 traduzione di Maria Carla Dallavalle ISBN 978-88-04-70228-3.

## Adattamenti televisivi
- The Thirteenth Tale film Tv, regia di James Kent (2013)

## Premi e riconoscimenti
- Quill Award (Debut author of the year): 2007 vincitrice con La tredicesima storia[3]
- Premio Alex: 2007 vincitrice con La tredicesima storia[4]